# Saint-Romain-sous-Versigny
 Saint-Romain-sous-Versigny  es una población y comuna francesa, en la región de Borgoña, departamento de Saona y Loira, en el distrito de Charolles y cantón de Toulon-sur-Arroux.

## Demografía
| 192 | 184 | 184 | 144 | 137 | 121 |
| Para los censos de 1962 a 1999 la población legal corresponde a la población sin duplicidades (Fuente: INSEE [Consultar]) |     |     |     |     |     |